# كيفن كونولي (ممثل)
كيفن كونولي (بالإنجليزية: Kevin Connolly)‏ مواليد 5 مارس 1974 في باتشوغو، الولايات المتحدة، هو ممثل ومخرج أمريكي بدأ مسيرته الفنية سنة 1990.

## الأعمال

### أفلام
- روكي 5
- إجاصة دون
- أنتون فيشر
- دفتر الملاحظات
- هو ليس معجبا بك فحسب
- الحقيقة البشعة

### مسلسلات
- أجنحة
- أنتوراج
- الدجاجة الآلية
- بستاني جنة عدن

## روابط خارجية
- كيفن كونولي على موقع IMDb (الإنجليزية)
- كيفن كونولي على موقع روتن توميتوز (الإنجليزية)
- كيفن كونولي على موقع ألو سيني (الفرنسية)
- كيفن كونولي على موقع تيرنر كلاسيك موفيز (الإنجليزية)
- كيفن كونولي على موقع أول موفي (الإنجليزية)
- كيفن كونولي على موقع قاعدة بيانات الأفلام السويدية (السويدية)
- كيفن كونولي على موقع إن إن دي بي (الإنجليزية)
- كيفن كونولي على موقع ديسكوغز (الإنجليزية)
- كيفن كونولي على موقع قاعدة بيانات الفيلم (الإنجليزية)
- كيفن كونولي على موقع كينوبويسك (الروسية)